# Kälberau

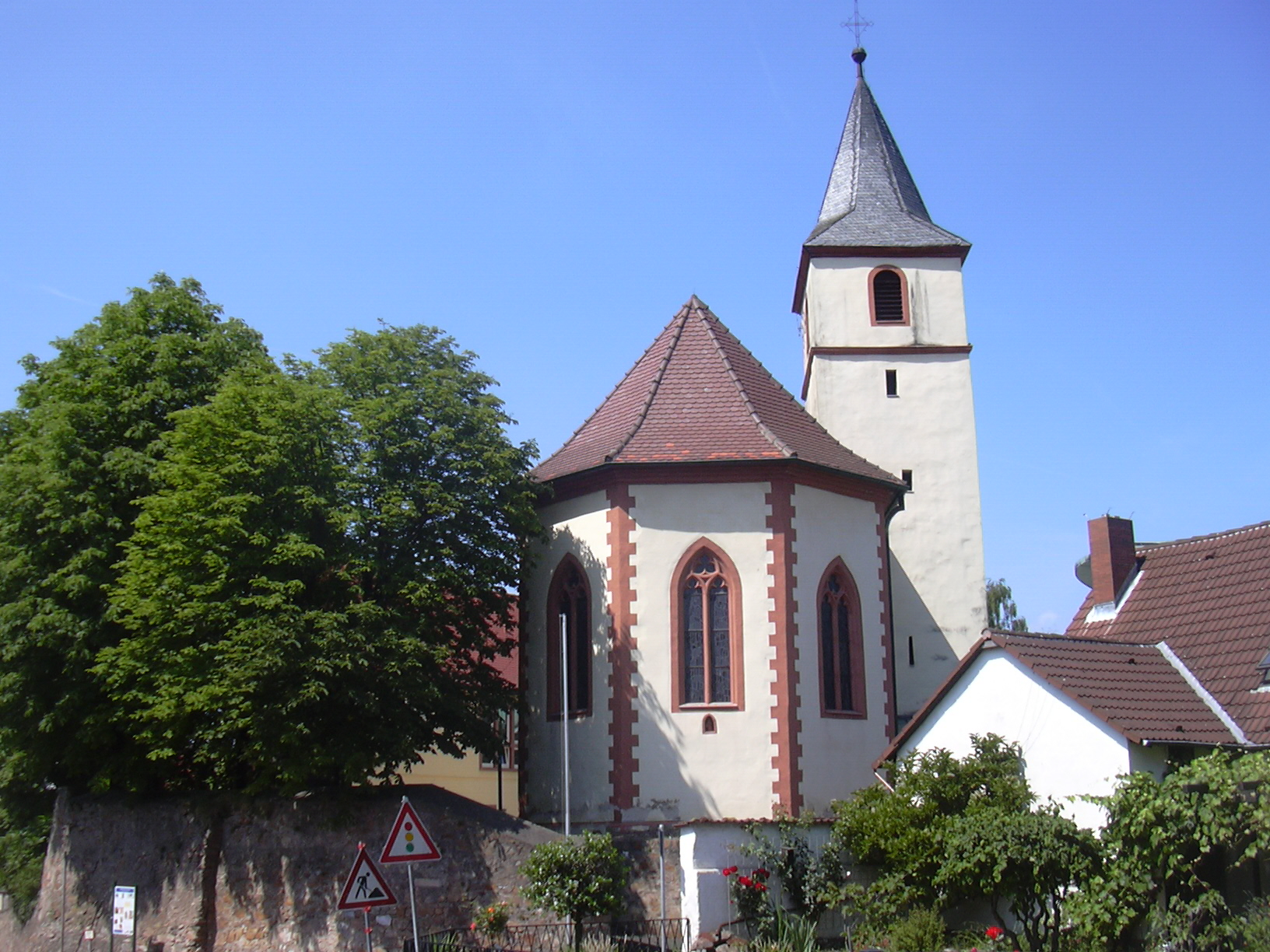
Wallfahrtskirche Maria zum rauhen Wind

Kälberau ist ein Gemeindeteil der Stadt Alzenau im unterfränkischen Landkreis Aschaffenburg in Bayern.

## Geographie
Das Pfarrdorf Kälberau liegt im unteren Kahlgrund ca. zwei Kilometer nordöstlich von Alzenau am Fuß des Hahnenkamms. Der Ort Kälberau hat 1341 Einwohner und ist ländlich geprägt. Der topographisch höchste Punkt der Dorfgemarkung befindet sich unterhalb des Gipfels des Hahnenkamms mit 433 m ü. NHN (Lage), der niedrigste liegt südwestlich des Ortes an der Kahl auf 129 m ü. NHN (Lage).
Durch Kälberau verlaufen die Bahnstrecke Kahl–Schöllkrippen, der Kahltal-Spessart-Radweg und der Fränkische Marienweg. Die Hauptstraße durch Kälberau war bis in die 1970er Jahre als Staatsstraße 2305 ausgewiesen.

### Nachbargemarkungen
Folgende Gemarkungen grenzen an das Ortsgebiet von Kälberau:
|         | Michelbach                                  |                             |
| Alzenau | Kompassrose, die auf Nachbargemeinden zeigt | Mömbris und Hemsbach        |
|         |                                             | Hörstein (Hahnenkammgipfel) |

## Name

### Etymologie
Es wird fälschlicherweise angenommen, dass der Name Kälberau von einer mit jungen Rindern bestandenen Wiese stammt. Der Name geht aber aus den mittelhochdeutschen Wörtern Kalde und ouwe hervor und bedeutet Flussaue der Kahl. Im Kahlgründer Dialekt wird der Ort Kelwere genannt.

### Frühere Schreibweisen
Frühere Schreibweisen des Ortes aus diversen historischen Karten und Urkunden:
- 1136 „Kelberowe“
- 1157 „Kelberowa“
- 1361 „Kelbera“
- 1592 „Kelberau“

## Geschichte

### Mittelalter

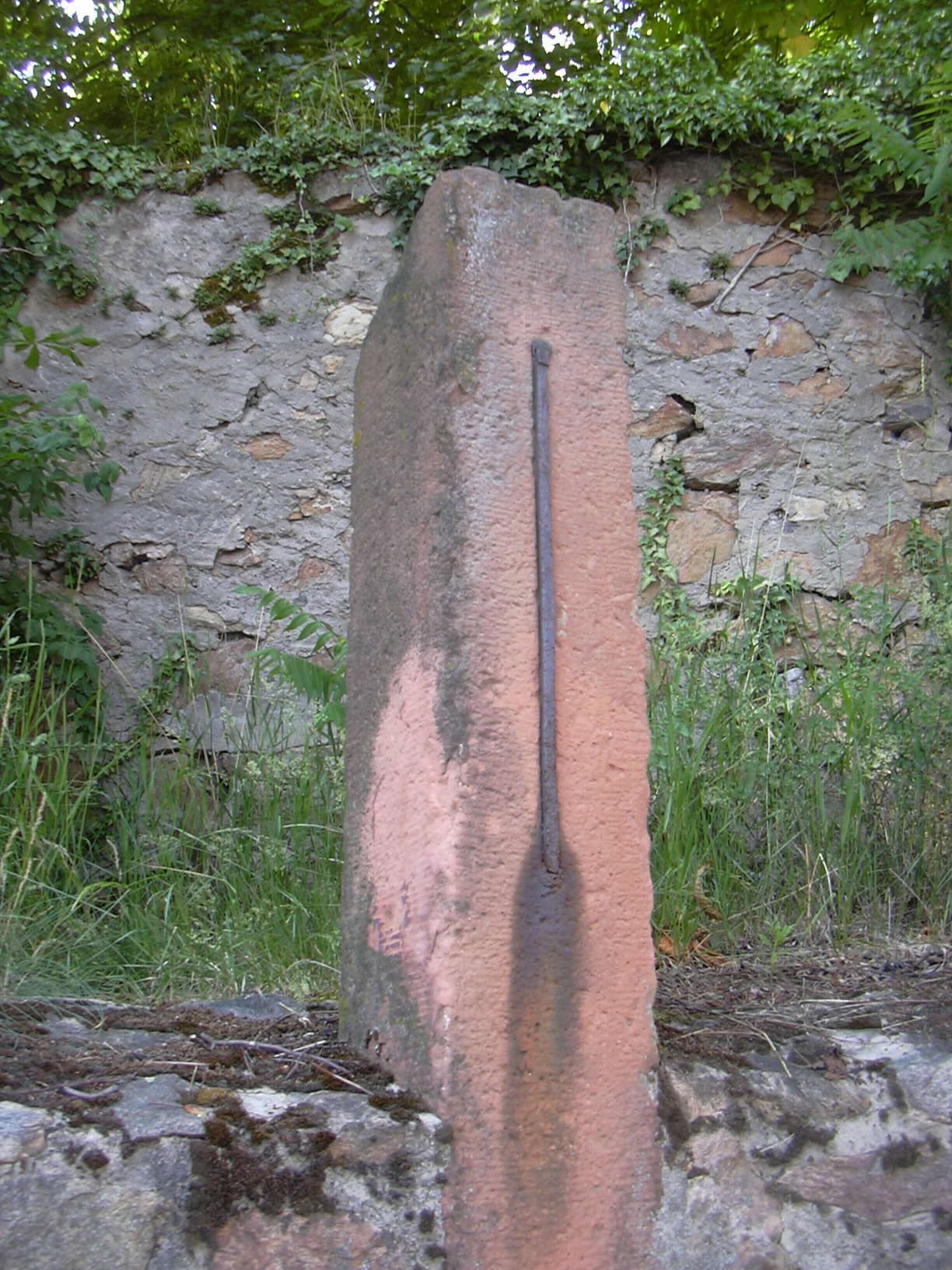
Kälberauer Elle (1763)

Die ältesten schriftlichen Quellen der Region stammen aus dem 12. Jahrhundert. Ein Adelsgeschlecht von Kelberau war Lehensnehmer von Kurmainz und ist bis um 1400 nachweisbar. Es hatte auch Besitz in Krombach und an der Randenburg. Nach dem Aussterben der Linie Kälberau-Krombach-Rannenberg gingen die Besitzungen auf die Herren von Buchenau über. Dort verblieben sie bis zum Ende des Alten Reiches. 1830 starb mit Wilhelm von Buchenau das letzte männliche Mitglied dieser lokalen Adelsfamilie.
Kälberau gehörte zum Gericht Alzenau, das Teil des Freigerichts Alzenau war. Das Freigericht war zwar reichsunmittelbar, aber das Reich verpfändete oder vergab das Gebiet immer wieder. So wechselten die Landesherren, zu denen die Herren und späteren Grafen von Hanau, die Herren von Randenburg und die Herren von Eppstein zählten.
Mittelpunkt des Ortes war eine erstmals 1372 erwähnte Kapelle, die 1603 als wehrhafte Wallfahrtskirche mit fester Ringmauer nachgewiesen ist. Wie andere Wallfahrtsorte entwickelte auch Kälberau eine rege wirtschaftliche Tätigkeit mit Straßenmärkten und Handel. Davon zeugt noch die vor der Kirche aufgestellte Kälberauer Elle von 1763 als verbindliche Maßeinheit.

### Neuzeit
Im Jahr 1500 belehnte der römisch-deutsche König Maximilian I. den Erzbischof von Mainz und den Grafen von Hanau-Münzenberg gemeinsamen mit dem Freigericht, das sie nun als Kondominat verwalteten. Da im Freigericht auch zur Zeit des Kondominats die kirchliche Jurisdiktion bei den Erzbischöfen von Mainz verblieb, konnte sich die Reformation – im Gegensatz zur Grafschaft Hanau-Münzenberg – hier nicht durchsetzen. Kälberau blieb römisch-katholisch.
Von 1601 bis 1605 fand im Freigericht Alzenau eine große Hexenverfolgung statt. In deren Folge wurden auch 10 Menschen aus Kälberau auf dem Scheiterhaufen als Hexen und Zauberer lebendig verbrannt.
Als Graf Johann Reinhard III. 1736 als letzter männlicher Vertreter des Hauses Hanau starb, war dessen Erbe hinsichtlich der Grafschaft Hanau-Münzenberg aufgrund eines Erbvertrages der Landgraf von Hessen-Kassel. Ob das Erbe sich auch auf den Hanauer Anteil an dem Kondominat erstreckte, war in den folgenden Jahren zwischen Kurmainz und Hessen-Kassel heftig umstritten. Der Streit endete in einem Kompromiss, dem „Partifikationsrezess“ von 1740, der eine Realteilung des Kondominats vorsah. Es dauerte allerdings bis 1748, bis der Vertrag umgesetzt war. Kälberau fiel dabei an Kurmainz.
Der Reichsdeputationshauptschluss des Jahres 1803 schlug das Amt Alzenau der Landgrafschaft Hessen-Darmstadt (ab 1806: Großherzogtum Hessen) zu, die es aber nur 13 Jahre behielt. Im Jahr 1816 trat das Großherzogtum das Amt an das Königreich Bayern ab. Die Gemeinde Kälberau gehörte zum Bezirksamt Alzenau, das am 1. Juli 1862 gebildet wurde. Dieses wurde am 1. Januar 1939 zum Landkreis Alzenau in Unterfranken. Am 1. Januar 1972 wurde Kälberau in die Stadt Alzenau eingemeindet.
Am Ende des Zweiten Weltkriegs ergab sich Kälberau gemeinsam mit Alzenau kampflos den alliierten Truppen, als diese bei Kahl über den Main vorrückten.

## Bildungseinrichtungen

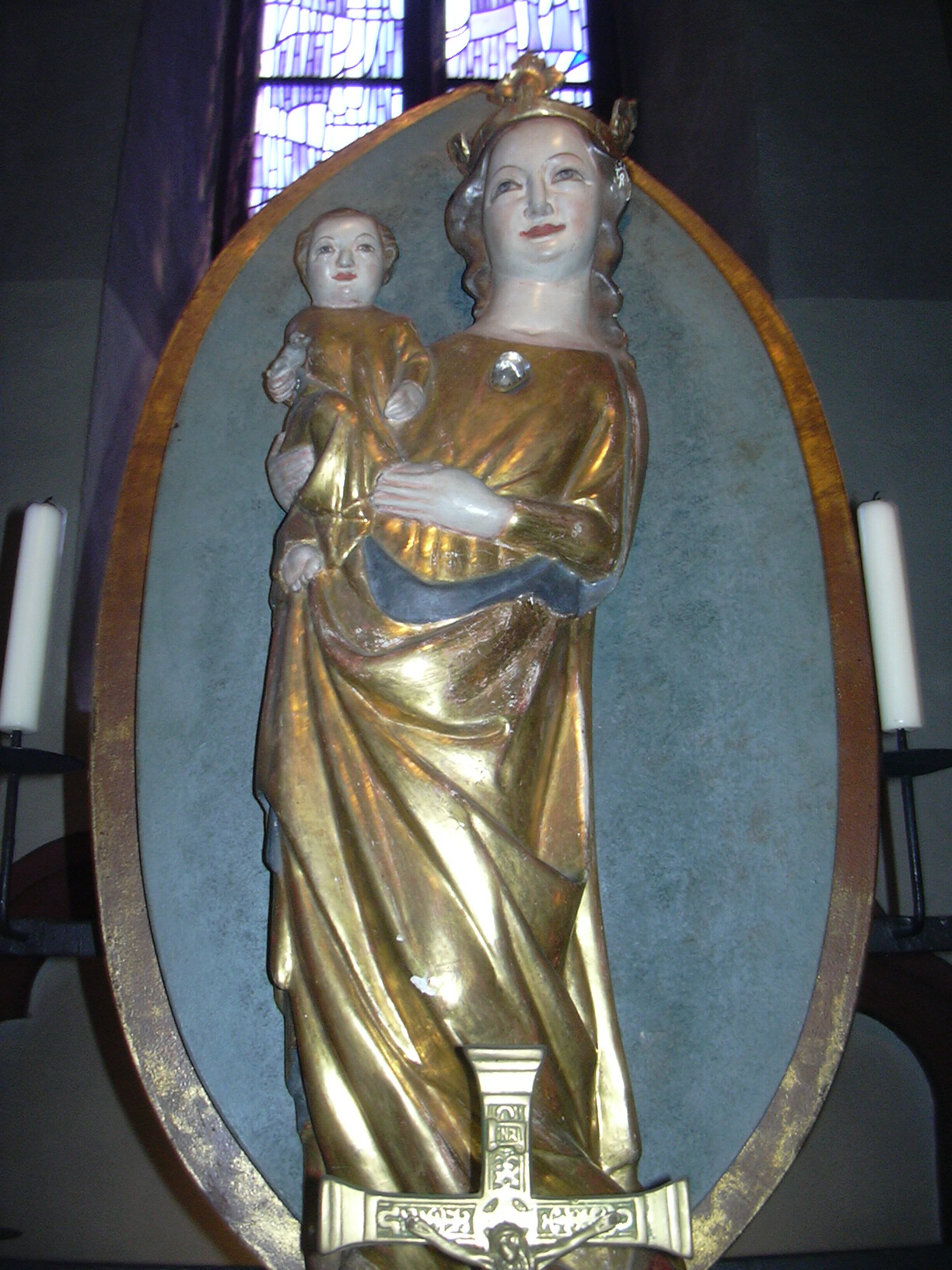
Spätgotisches Gnadenbild in der Wallfahrtskirche Maria zum rauhen Wind

Seit der Schließung der Grund- und Teilhauptschule gibt es als einzige Kälberauer Bildungseinrichtung den Kindergarten an der Kahlaue.

## Wallfahrt
Kälberau ist als Wallfahrtsort bekannt für seine spätgotische Marienstatue und die Wallfahrtskirche Maria zum rauhen Wind, die ganzjährig das Ziel vieler Wallfahrer ist. Einen besonderen Aufschwung erlebte die Wallfahrt nach dem Zweiten Weltkrieg mit großen Wallfahrten für Kriegsheimkehrer. Auch im 21. Jahrhundert finden jährlich noch einige organisierte Wallfahrten mit mehreren tausend Teilnehmern statt: zwei Krankenwallfahrten zu Pfingsten und Mariä Heimsuchung sowie am Patronatsfest Mariä Geburt. Mehrere Einkehrtage und Jugendgottesdienste runden das Programm ab.

## Vereine
- Fußballverein TSG Kälberau 1914 e. V.
- Obst- und Gartenbauverein Kälberau
- Freiwillige Feuerwehr Kälberau
- Krankenpflegeverein St. Marien Kälberau
- Gesangsverein Einigkeit Kälberau

## Veranstaltungen
Neben der Wallfahrt werden durch diverse Feste und Veranstaltungen viele Touristen in den Ort gelockt. So erfreut sich das jährlich stattfindende Pfarrfest, welches meistens im Sommer sonntags und montags stattfindet, großer Beliebtheit. Unter anderem gibt es außerdem noch die Kälberauer Kerb, das Feuerwehrfest, das Oktoberfest im grünen Baum und das Heckenfest des Obst- und Gartenbauvereins Kälberau.

## Wissenswertes
- Durch seine Lage am Europäischen Kulturweg Alzenau 2 findet Kälberau zunehmend Beachtung bei Wanderern und Radfahrern.
- Im 18. Jahrhundert stand in Kälberau an der Kahl eine Doppelmühle. Die Kälberauer Mühle bestand aus den beiden Getreidemühlen Sotermühle und Ullrichmühle. Heute befindet sich auf dem Anwesen ein Landhotel mit einem Adventure Golf-Platz.